# 岩館村
岩館村（いわだてむら）は、秋田県山本郡にあった村。現在の八峰町北端、五能線岩館駅周辺にあたる。

## 地理
- 海：日本海
- 山：大鉢流山

## 歴史
- 1889年（明治22年）4月1日 - 町村制の施行により、近世以来の岩館村が単独で自治体を形成。
- 1954年（昭和29年）10月1日 - 八森村と合併して八森町が発足。同日岩館村廃止。

## 交通

### 鉄道路線
- 日本国有鉄道
  - 五能線
    - 岩館駅

### 道路
- 二級国道101号